# Roca de Migdia (Mont-ral)
La Roca de Migdia és una muntanya de 1.022 metres que es troba al municipi de Mont-ral, a la comarca de l'Alt Camp.